# هسكي سيبيري
الهسكي السيبيري ويلقب هسكي (بالروسية: Сибирская лайка، سيبيرسكايا لايكا، "الكلب السيبيري") هو سلالة من الكلاب تكاثرت في شرق سيبيريا. يمتاز هذا النسل بحجمه المتوسط، كثافة معطفه، نشاطه، وقدرته على التحمل خصوصاً في الظروف شديدة البرودة. جينياً، ينتمي هذا النسل إلى عائلة الإسبتز.
قوم التشكتشي في شمال شرق آسيا هم من قاموا بتكثير وتربية أسلاف هذا النسل. وفي فترة حمى الذهب في ألاسكا قام أهلها بإستيراد هذا النسل من أجل العمل ككلاب لجر المزالج، ثم انتشر لباقي الولايات المتحدة وكندا. حالياً، أصبح الهسكي يربى كحيوان منزلي وككلب عرض.

## المظهر

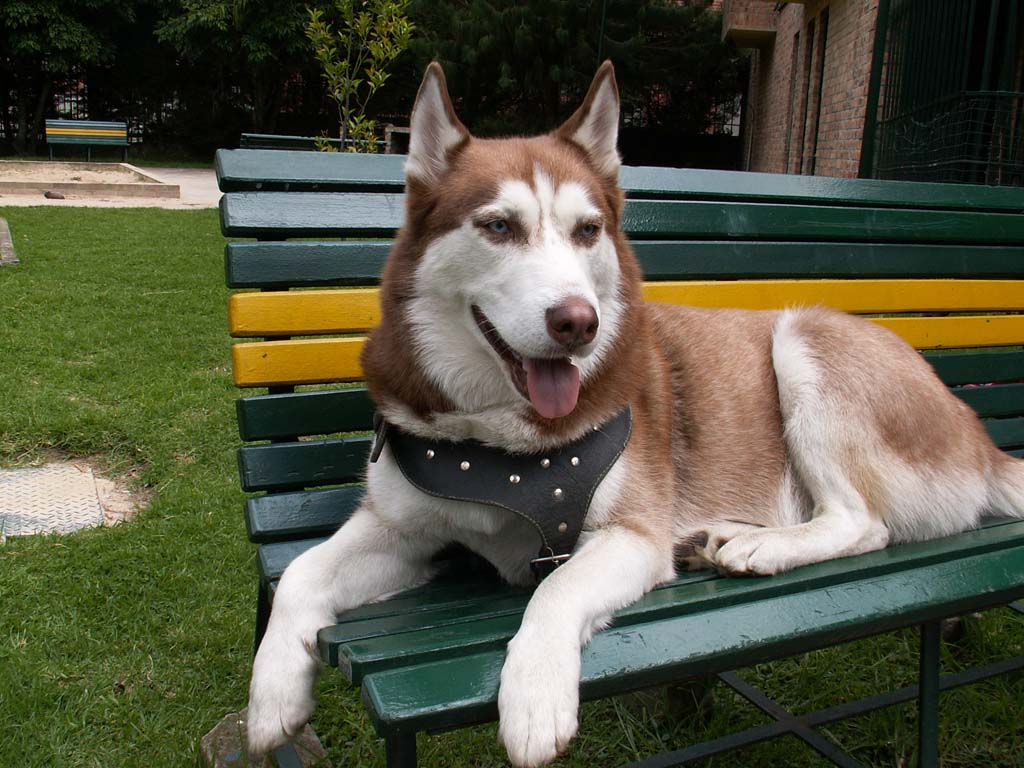
أنثى هسكي سيبيري بمعطف أبيض وأحمر نحاسي

يشبه الهسكي السيبيري في كثير من صفاته الخارجية الملموت الألاسكي، بالإضافة إلى سلالات أخرى تنتمي إلى عائلة الإسبتز، والتي تاريخ تطورها يشابه الهسكي السيبيري، مثال ذلك سلالة السأمويد.

### العيون
عيون الهاسكي مائلتين ومتباعدتين نسبيا، تأتي العينين بألوان مختلفة إما زرقاء ثلجية، أو زرقاء داكنة، أو كهرمانية، وأحياناً بنية كما في بعض الأنواع، في بعض الحالات يكون لون العينين متغاير كلياً حيث تكون إحدى العينين باللون الأزرق والاخرى باللون البني أو أنها متغايرة جزيئاً حيث تكون إحدى العينين أو كلتاها نصف بنية ونصف زرقاء.

### المعطف

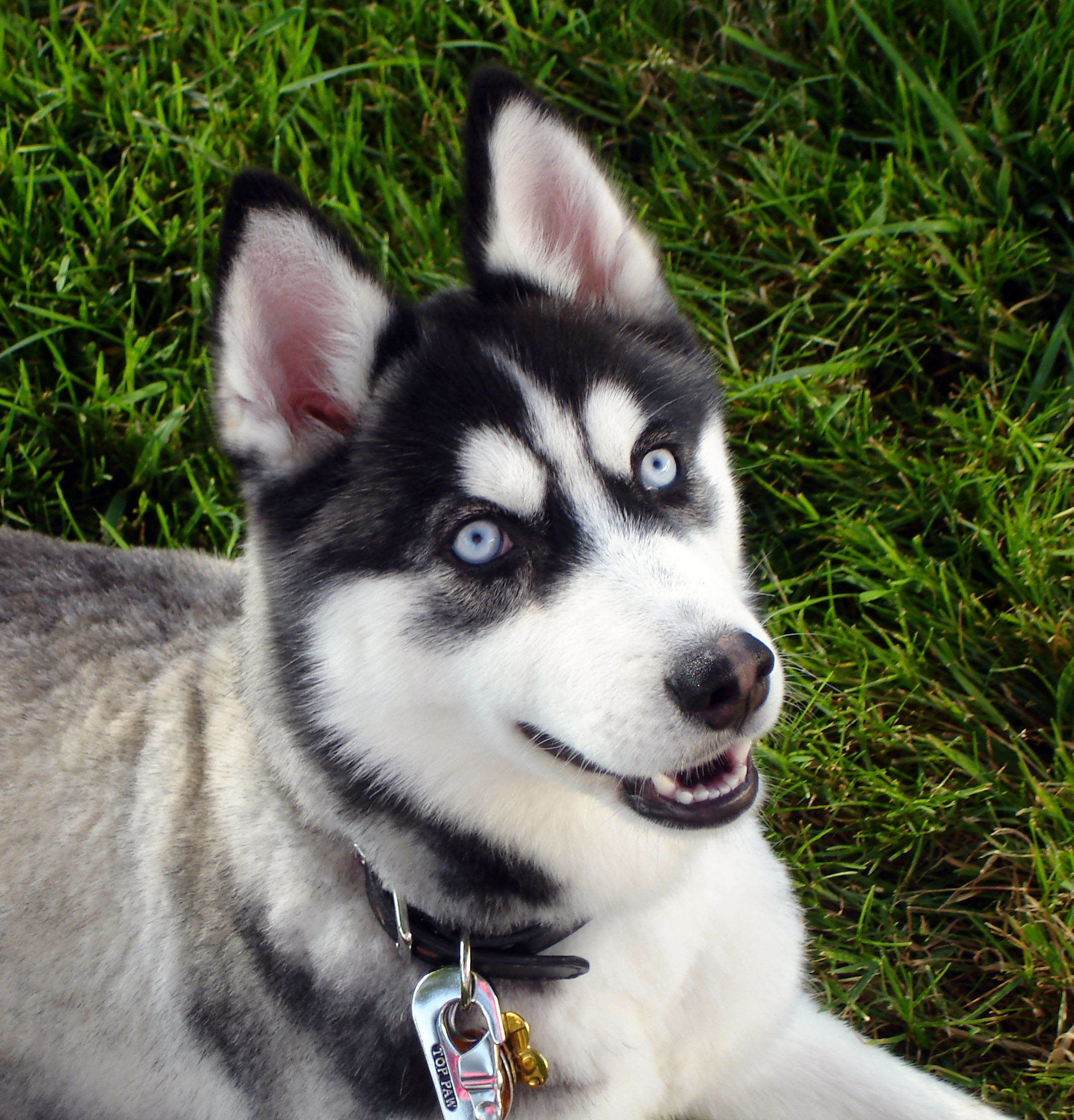
هسكي سيبيري بمعطف أبيض وأسود وعيون زرقاء فاتحة

معطف الهسكي السيبيري يعتبر الأكثف من بين معظم سلالات الكلاب، يتكون من طبقتين من الفراء: فراء داخلي مكون من شعر قصير وكثيف، وفراء خارجي مكون من شعر طويل وواقي. فلذلك الاعتناء بشعر الهسكي أمر ضروري من خلال تنظيفه وترتيبه أسبوعياً خاصةً في الأوقات الحارة، نظراً لتبديله الطبقة الداخلية بشكلٍ متكرر.
يحمي المعطف من برد القطب الشمالي القارس في الشتاء فهو يجعل الهسكي قادراً على مقاومة الظروف الباردة لدرجة حرارة تتراوح ما بين (-50°) إلى (-60°) مئوية، وفي نفس الوقت يعكس الحرارة في الصيف.

### الأنف
يفضل لكلاب العرض أن يكون شكل الأنف إما مربعاً أو بارزاً مستدقاً، أما لون الأنف فيعتمد على لون شعر الكلب، فعندما يكون لون الشعر أسوداً، سكنياً، أو أسمراً فيفضل اللون الأسود للأنف، وعندما يكون لون الشعر أحمراً نحاسياً فالبني الغامق هو المفضل، وفي حالة الشعر الأبيض فاللون اللحمي هو المفضل. 
في بعض الأحيان، قد يكون لون الأنف أبيضاً أو ما يسمى أنف الثلج، وهذه الحالة مقبولة في عروض الكلاب.
الهسكي السيبيري هو كلب من نفس فصيلة الملموث الالاسكي و هو مهجن من كلب و ذئب أسيوي و قد يصل وزن الذكر إلى 45 كيلوجراما ويصل طوله 1.37 سنتيمترا و بالمتوسط (37 كغ) وطوله إلى 1.15 ويصل وزن الإناث إلى (38 كغ) وطول إلى (1.20 سم) وبالمتوسط (25 كغ) وطوله (1.05 سم) ولقد شوهد أكبر هسك سيبيري 57 كيلوجراما وطوله (1.45 سم).

### تأثير الحرارة
يتأثر الهسكي السيبيري في الحرارة فعند ارتفاعها يبدأ تساقط الشعر، كما في حال بعض الدول العربية و الأوروبية، وعند انخفاضها ينمو و يكبر.

## السلوك
يوصف الهسكي السيبيري على أنه نموذج للكلب الداجن المتحكم بنفسه وبالذئب لتشابهه معه في كثير من صفاته، فالهسكي يعوي كالذئب، ومن غير الممكن ان يربى كحيوان حراسة حيث ان هنالك نسبة 99% من الهاسكي غير صالح الحراسة وهذا الحيوان يميز بكونه اليف مع البشر ويحب اللعب بشكل كبير ولكنه شرس على الحيوانات التي لم يربى معها حين ما كان صغير

## الصحة
إذا أعطي العناية المناسبة، يمكن للهسكي أن يعمر إلى (12-15) سنة، والمشاكل الصحية لهذه السلالة تتمحور حول العيوب الجينيه في العين. مرض هيب دكي.